# Булгер
Булгер (на албански: Bulger или Bulgeri) е село в Албания, в община Мирдита, област Лежа.

## География
Селото е разположено в областта Мирдита, на десния бряг на река Мати.